# Guiorgui Gogshelidze
Guiorgui Gogshelidze –en georgiano, გიორგი გოგშელიძე; en ruso, Георгий Гогшелидзе, Gueorgui Gogshelidze– (Gori, 7 de noviembre de 1979) es un deportista georgiano que compitió en lucha libre (hasta 2004 competía bajo la bandera de Rusia).
Participó en dos Juegos Olímpicos de Verano, obteniendo una medalla de plata en Pekín 2008 y una de bronce en Londres 2012, ambas en la categoría de 96 kg.
Ganó 4 medallas en el Campeonato Mundial de Lucha entre los años 2001 y 2010, y 5 medallas en el Campeonato Europeo de Lucha entre los años 2001 y 2010.

## Palmarés internacional
| Representando a Rusia   |                       |                   |           |
| Campeonato Mundial      |                       |                   |           |
| Año                     | Lugar                 | Medalla           | Categoría |
| 2001                    | Sofía (Bulgaria)      | Medalla de oro    | 97 kg     |
| Campeonato Europeo      |                       |                   |           |
| Año                     | Lugar                 | Medalla           | Categoría |
| 2001                    | Budapest (Hungría)    | Medalla de plata  | 97 kg     |
| Representando a Georgia |                       |                   |           |
| Juegos Olímpicos        |                       |                   |           |
| Año                     | Lugar                 | Medalla           | Categoría |
| 2008                    | Pekín (China)         | Medalla de plata  | 96 kg     |
| 2012                    | Londres (Reino Unido) | Medalla de bronce | 96 kg     |
| Campeonato Mundial      |                       |                   |           |
| Año                     | Lugar                 | Medalla           | Categoría |
| 2006                    | Cantón (China)        | Medalla de plata  | 96 kg     |
| 2009                    | Herning (Dinamarca)   | Medalla de bronce | 96 kg     |
| 2010                    | Moscú (Rusia)         | Medalla de bronce | 96 kg     |
| Campeonato Europeo      |                       |                   |           |
| Año                     | Lugar                 | Medalla           | Categoría |
| 2006                    | Moscú (Rusia)         | Medalla de bronce | 96 kg     |
| 2007                    | Sofía (Bulgaria)      | Medalla de bronce | 96 kg     |
| 2008                    | Tampere (Finlandia)   | Medalla de oro    | 96 kg     |
| 2010                    | Bakú (Azerbaiyán)     | Medalla de plata  | 96 kg     |